# Medri Bahri
Medri Bahri (tigrinja jezik: ምድሪ ባሕሪ) bilo je srednjovjekovno kraljevstvo na Rogu Afrike. 
Nalazilo se u današnjoj Eritreji. Vladari kraljevstva imali su titulu Bahri Negus ili Bahri Negash. "Negus" znači "kralj" na jezicima: geez, tigrinja i na amharskom jeziku.
Glavni grad bio je Debarwa. Glavne provincije bile su: Hamasien, Serae i Akele Guzai i u svima njima danas pretežito obitava grupa nomadskih stočarskih plemena Tigre (koja predstavljaju više od 50% stanovništva Eritreje).
Kraljevstvo je postojalo od 1137. do 1890., kada je uspostavljena Talijanska Eritreja.